# Liste von Aphoristikern
Die folgende Liste beinhaltet chronologisch nach Geburtsjahren gegliedert die Verfasser von Aphorismen mit deutschem Wikipedia-Artikel und ist international ausgerichtet. Eine alphabetische Gliederung enthält die Kategorie:Aphorismus.

## Vor 1500
- Heraklit von Ephesos (* um 520 v. Chr.; † um 460 v. Chr.), Perì phýseōs (Über die Natur)
- Publilius Syrus (1. Jahrhundert v. Chr.), Die Sprüche
- Mark Aurel (121–180), Selbstbetrachtungen
- Erasmus von Rotterdam (1466–1536), Adagia
- Francesco Guicciardini (1483–1540), Ricordi

## 16. Jahrhundert
- Michel de Montaigne (1533–1592), Essais
- Francis Bacon (1561–1626), Aphorismen, von der Auslegung der Natur und der Herrschaft des Menschen
- Madame de Sablé (1599–1678), Maximes

## 17. Jahrhundert
- Baltasar Gracián (1601–1658), Hand-Orakel und Kunst der Weltklugheit
- Samuel Butler (1612–1680), Prose Observations
- François de La Rochefoucauld (1613–1680), Maximen und Reflexionen
- Blaise Pascal (1623–1662), Pensées
- Jean de La Bruyère (1645–1696), Die Charaktere oder Die Sitten des Jahrhunderts
- Jonathan Swift (1667–1745), Gedanken über verschiedene Gegenstände erbaulicher und ergötzlicher Art

## 18. Jahrhundert
- Luc de Clapiers, Marquis de Vauvenargues (1715–1747) in: Die französischen Moralisten, hrsg. u. übers. v. Fritz Schalk
- Nicolas-Sébastian Roch Chamfort (1741–1794), Ein Wald voller Diebe. Maximen, Charaktere, Anekdoten
- Johann Caspar Lavater (1741–1801), Taschenbüchlein für Weise
- Georg Christoph Lichtenberg (1742–1799), Sudelbücher
- Wilhelm Heinse (1746–1803), Aphorismen
- Johann Wolfgang Goethe (1749–1832), Maximen und Reflexionen
- Joseph Joubert (1754–1824), Pensées
- Charles Maurice de Talleyrand (1754–1838)
- Jean Paul (1763–1825), Bemerkungen über den Menschen
- Johann Gottfried Seume (1763–1810), Apokryphen
- Rahel Varnhagen (1771–1833), Lichtstreifen und Glutwege
- Friedrich Schlegel (1772–1829), Athenäum-Fragmente
- Novalis (1772–1801), Blüthenstaub
- William Hazlitt (1778–1830), Common Places
- Friedrich von Raumer (1781–1873), Spreu
- Karl Ernst von Ernsthausen (1782–1847), Gedankenstriche
- Stendhal (1783–1842), in: Über die Liebe, übers. v. Arthur Schurig
- Ludwig Börne (1786–1837), Aphorismen und Miszellen
- Otto von Loeben (1786–1825), Lotosblätter. Fragmente von Isidorus
- Arthur Schopenhauer (1788–1860), Aphorismen zur Lebensweisheit
- August von Platen-Hallermünde (1796–1835), Lebensregeln
- Giacomo Leopardi (1798–1837), Das Gedankenbuch. Aufzeichnungen eines Skeptikers

## 19. Jahrhundert
- Ernst von Feuchtersleben (1806–1849), Blätter aus dem Tagebuch eines Einsamen
- Friedrich Feuerbach (1806–1880), Theanthropos
- Friedrich Hebbel (1813–1863), Tagebücher
- Johann Nepomuk Berger (1816–1870), Photogramme
- Julie Eyth (1816–1904), Bilder ohne Rahmen
- Eduard Douwes Dekker (1820–1887), Pseudonym: „Multatuli“, Ideen
- Joseph Unger (1828–1913), Mosaik. Bunte Betrachtungen und Bemerkungen
- Marie von Ebner-Eschenbach (1830–1916), Aphorismen
- Daniel Spitzer (1835–1893), Letzte Wiener Spaziergänge
- Mark Twain (1835–1910), Notebook
- Samuel Butler (1835–1902), The Note-Books
- Ambrose Bierce (1842–1914), Des Teufels Wörterbuch
- Friedrich Nietzsche (1844–1900), Vermischte Meinungen und Sprüche in: Menschliches Allzumenschliches und Der tolle Mensch in: Die fröhliche Wissenschaft
- August Pauly (1850–1914), Aphorismen
- Hermann Dechent (1850–1935), Was mich das Leben gelehrt
- Max Bernstein (1854–1925), „nachträglich eingebaute“ Aphorismen in seinen Theaterstücken und Reden[1]
- Oscar Wilde (1854–1900), A Few Maxims for the Instruction of the Over-Educated
- George Bernard Shaw (1856–1950), Shaw-Brevier
- Peter Altenberg (1859–1919), Prodromos
- Arthur Schnitzler (1862–1931), Buch der Sprüche und Bedenken
- Jakob Bosshart (1862–1924), Bausteine zu Leben und Zeit
- Jules Renard (1864–1910), Ideen, in Tinte getaucht. Tagebuch-Aufzeichnungen
- Logan Pearsall Smith (1865–1946), Afterthoughts
- Moritz Heimann (1868–1925), Aphorismen
- Felix Hausdorff (1868–1942), Sant’ Ilario. Gedanken aus der Landschaft Zarathustras
- Ernst Hohenemser (1870–1940), Aphorismen
- Christian Morgenstern (1871–1914), Aphorismen und Sprüche
- Paul Valéry (1871–1945), Cahiers
- Karol Irzykowski (1873–1944), Tat und Wort. Glossen eines Skeptikers
- Hugo von Hofmannsthal (1874–1929), Buch der Freunde
- Karl Kraus (1874–1936), Sprüche und Widersprüche
- Ferdinand Hardekopf (1876–1954), Aphorismen, Splitter
- Rudolf Alexander Schröder (1878–1962), Aphorismen und Reflexionen
- Erich Mühsam (1878–1934), diverse Anthologien
- Oswald Spengler (1880–1936), Urfragen[2]
- Hans Albrecht Moser (1882–1978), Die Komödie des Lebens
- Franz Kafka (1883–1924), „Er“ und Betrachtungen über Sünde, Leid, Hoffnung und den wahren Weg
- Kurt Hiller (1885–1972), Die Weisheit der Langenweile
- Alfred Grünewald (1884–1942), Ergebnisse
- Ramón Gómez de la Serna (1888–1963), Greguerías
- Kurt Tucholsky (1890–1935), Schnipsel, Sudelbuch
- Walter Benjamin (1892–1940), Einbahnstraße
- Julian Tuwim (1894–1953), in: Denkspiele – Polnische Aphorismen des zwanzigsten Jahrhunderts[3]
- Ernst Jünger (1895–1998), Siebzig verweht
- Heimito von Doderer (1896–1966), Repertorium
- Norbert Elias (1897–1990), Gedichte und Sprüche
- Karl Heinrich Waggerl (1897–1973), Alles Wahre ist einfach
- Friedrich Georg Jünger (1898–1977), Gedanken und Merkzeichen
- Erich Kästner (1899–1974), u. a. in Doktor Erich Kästners Lyrische Hausapotheke
- Stefan Napierski (1899–1940), in: Bedenke, bevor du denkst, hrsg. von Karl Dedecius
- Charles Tschopp (1899–1982), Kaleidoskop des Alltags

## 20. Jahrhundert
- Hans Kudszus (1901–1977), Jaworte, Neinworte. Aphorismen
- Martin Kessel (1901–1990), Gegengabe
- Josemaría Escrivá (1902–1975), Der Weg
- Max Horkheimer (1895–1973), Dämmerung
- Theodor W. Adorno (1903–1969) Minima Moralia. Reflexionen aus dem beschädigten Leben
- Ludwig Hohl (1904–1980), Die Notizen oder Von der unvoreiligen Versöhnung
- Elias Canetti (1905–1994), Die Provinz des Menschen
- Joachim Günther (1905–1990), Findlinge
- Josef Vital Kopp (1906–1966), Aphorismen
- René Char (1907–1988), Einen Blitz bewohnen
- Stanisław Jerzy Lec (1909–1966), Sämtliche unfrisierte Gedanken
- Emil Cioran (1911–1995), Syllogismen der Bitterkeit
- Nicolás Gómez Dávila (1913–1994), Einsamkeiten. Glossen und Text in einem
- Hans Kasper (1916–1990), Zeit ohne Atem
- Walter Hilsbecher (1917–2015), Sporaden
- Peter Ustinov (1921–2004), Geflügelte Worte
- Ernst Wimmer (1924–1991), Österreich heute
- Karlheinz Deschner (1924–2014), Nur Lebendiges schwimmt gegen den Strom
- Arthur Feldmann (1926–2012), Kurznachrichten aus der Mördergrube
- Ernst R. Hauschka (1926–2012), Excerpta
- Guido Ceronetti (1927–2018), Teegedanken
- Martin Walser (1927–2023), Meßmers Gedanken
- Žarko Petan (1929–2014), Mit leerem Kopf nickt es sich leichter. Satirische Aphorismen
- Gerhard Uhlenbruck (1929–2023), Medizinische Aphorismen
- Paul Mommertz (1930–2024), Sichtwechsel Band IV
- Gerd W. Heyse (1930–2020), Der Narr in uns
- Sigmar Schollak (1930–2012), Der Kuss, ein Lippenbekenntnis
- Helmut Arntzen (1931–2014), Kurzer Prozess
- Johannes Gross (1932–1999), Tacheles gesprochen
- Horst Friedrich (1932–nach 2003), diverse Aphorismen-Bände
- Brana Crnčević (1933–2011), Staatsexamen. Aphorismen
- Hans Saner (1934–2017), Die Anarchie der Stille
- Alfonso Hüppi (* 1935), Verzettelungen. Parerga 2001
- Werner Mitsch (1936–2009), Hin- und Widersprüche
- Nikolaus Cybinski (1936–2023), Der vorletzte Stand der Dinge
- Elazar Benyoëtz (* 1937), Fraglicht: Aphorismen 1977–2007
- Werner Schneyder (1937–2019), Gelächter vor dem Aus. Aphorismen, Epigramme. Kindler 1980
- Hans-Jürgen Quadbeck-Seeger (* 1939), Aphorismen und Zitate
- Beat Schmid (* 1940), Aus den Angeln. Aphorismen
- Peter Handke (* 1942), Das Gewicht der Welt
- Klaus von Welser (1942–2014), Von Fall zu Fall
- Ludger Lütkehaus (1943–2019), Das Schlimmste kommt zuletzt: Philosophische Bonsais
- Botho Strauß (* 1944), Aphorismen in: Paare, Passanten
- Jacques Wirion (* 1944), Saetzlinge. 333 Aphorismen
- Horst-Joachim Rahn (* 1944), Kleines Wörterbuch meiner Aphorismen
- Jürgen Wilbert (* 1945), Knapp denkbar
- Rudolf Kamp (* 1946), Sprüchewirbel. Schnappsprüche
- Friedemann Spicker (* 1946), Minimaloffensiv. Aufzeichnungen 1986–2011
- Klaus D. Koch (* 1948), U-Boote im Ehehafen. Aphorismen
- Ulrich Horstmann (* 1949), Hoffnungsträger
- André Brie (* 1950), Nur die nackte Wahrheit geht mit keiner Mode
- Franz Josef Czernin (* 1952), widersprüche sind die hilferufe des denkens
- Michael Richter (* 1952), Widersprüche. 1000 neue Aphorismen
- Nassim Nicholas Taleb (* 1960), The Bed of Procrustes: Philosophical and Practical Aphorisms
- Michael Klonovsky (* 1962), Jede Seite ist die falsche. Aphorismen und Ähnliches
- Andrzej Majewski (* 1966), Aphorismen. Magnum in Parvo

Aus Gründen der Übersichtlichkeit ist immer nur ein typischer Aphorismenband pro Autor genannt. Bücher mit einem vorangestellten „in“ sind entweder keine reinen Aphorismenbände oder Anthologien, die mehrere Aphoristiker enthalten.